# 畢家索的馬
《畢家索的馬》是黃家強於2004年所發行的個人專輯。
關於此張專輯為什麼會取如此奇怪的名字，黃家強曾透露:「畢加索是他最崇拜的畫家，而『馬』則代表了二哥家駒。」而其中有一首《愛得昂貴》是 他花了半年時間專門為紀念黃家駒而寫的。

## 曲目
|-}